# Eutolmus palestinensis
Eutolmus palestinensis är en tvåvingeart som beskrevs av Oskar Theodor 1980. Eutolmus palestinensis ingår i släktet Eutolmus och familjen rovflugor.
Artens utbredningsområde är Israel. Inga underarter finns listade i Catalogue of Life.